# Bobby Schmautz
Robert James Schmautz (Saskatoon, 28 de marzo de 1945 - Arizona, 28 de marzo de 2021) fue un delantero canadiense de hockey sobre hielo profesional que jugó 13 temporadas en la National Hockey League (NHL). Jugó para los Chicago Blackhawks, Vancouver Canucks, Boston Bruins, Edmonton Oilers y Colorado Rockies de 1967 a 1981.

## Primeros años
Schmautz nació en Saskatoon, Saskatchewan, el 28 de marzo de 1945. Jugó hockey junior en su ciudad natal con los Quakers junior y los Blades, antes de firmar su primer contrato profesional en 1964 con Los Angeles Blades de la Western Hockey League (WHL).

## Carrera profesional
Schmautz jugó con los Blades hasta 1967, cuando fue contratado por los Chicago Blackhawks de la National Hockey League (NHL). Sin embargo, sus derechos de la NHL fueron transferidos a los Saint Louis Blues en el draft de la intraliga de 1969. Sin embargo, finalmente nunca jugó para los Blues, sino que fue cambiado a los Montreal Canadiens tres semanas después y luego vendido a los Salt Lake Golden Eagles de la WHL. Salt Lake también lo cambiaría a los Seattle Totems.
Schmautz fue contratado como agente libre en 1970 por los Vancouver Canucks, que eran un equipo de expansión que comenzaba su primera temporada en la NHL. Aunque comenzó la temporada en la WHL, se unió a los Canucks en febrero de 1971. Lideró al equipo en anotaciones durante la temporada 1972-73 con 38 goles y 33 asistencias, y tuvo la segunda mayor cantidad de hat-tricks en la NHL con 3. Fue nombrado para el Juego de Estrellas de la NHL de 1973 y 1974.
Posteriormente, Schmautz fue canjeado a los Boston Bruins a mediados de la temporada de 1974. Jugando con el entrenador de Bruin, Don Cherry, Schmautz se convirtió al final de su carrera en un consumado forechecker y backchecker. Para los Bruins, por lo general jugaba en el a la derecha en una línea con el miembro del Salón de la Fama Johnny Bucyk y el versátil centro Gregg Sheppard. Pasó cinco temporadas con Boston, terminando noveno en la NHL en goles para ganar juegos en 1976 y 1978. Schmautz anotó el gol de tiempo extra para Boston en el cuarto juego de la final de la Copa Stanley de 1978 contra Montreal para nivelar la serie en dos juegos cada uno. Una fotografía de Schmautz celebrando su gol se utilizó como foto de portada de la guía de medios de los Bruins de 1978-1979. En general, Schmautz anotó 26 goles en playoffs para Boston, el mismo total que Bobby Orr.
Luego jugó brevemente para los Colorado Rockies y Edmonton Oilers, antes de firmar nuevamente con Vancouver en 1980. Después de la temporada 1980-81, los Canucks no le ofrecieron un nuevo contrato a Schmautz, por lo que optó por retirarse. Posteriormente se mudó a Portland, Oregón y trabajó en techado.

## Vida personal
Dos de los hermanos de Schmautz también jugaron hockey. Cliff Schmautz jugó una temporada en la NHL en la misma posición que Bobby, apareciendo en 57 partidos para los Buffalo Sabres y los Philadelphia Flyers y anotando 32 puntos en 1970–71. Arnie Schmautz jugó 13 temporadas en la WHL con los New Westminster Royals, Victoria Cougars y Portland Buckaroos. Sus dos hermanos fallecieron antes que él.
Schmautz falleció el 28 de marzo de 2021, a los setenta y seis, en su casa de Arizona.

## Estadísticas de carrera

### Temporada regular y playoffs
| 1962–63    | Saskatoon Quakers       | SJHL       | 54  | 28  | 31  | 59  | 42  | —  | —  | —  | —  | —  |
| 1962–63    | Saskatoon Quakers       | SSHL       | —   | —   | —   | —   | —   | 7  | 1  | 1  | 2  | 0  |
| 1963–64    | Saskatoon Quakers       | SJHL       | 60  | 55  | 43  | 98  | 114 | 12 | 12 | 12 | 24 | 20 |
| 1964–65    | Saskatoon Blades        | SJHL       | 44  | 45  | 34  | 79  | 113 | 5  | 4  | 4  | 8  | 10 |
| 1964–65    | Los Angeles Blades      | WHL        | 5   | 0   | 1   | 1   | 0   | —  | —  | —  | —  | —  |
| 1965–66    | Los Angeles Blades      | WHL        | 70  | 7   | 16  | 23  | 27  | —  | —  | —  | —  | —  |
| 1966–67    | Los Angeles Blades      | WHL        | 37  | 3   | 7   | 10  | 19  | —  | —  | —  | —  | —  |
| 1967–68    | Chicago Black Hawks     | NHL        | 13  | 3   | 2   | 5   | 6   | 11 | 2  | 3  | 5  | 2  |
| 1967–68    | Dallas Black Hawks      | CPHL       | 54  | 23  | 23  | 46  | 83  | —  | —  | —  | —  | —  |
| 1968–69    | Chicago Black Hawks     | NHL        | 63  | 9   | 7   | 16  | 37  | —  | —  | —  | —  | —  |
| 1969–70    | Salt Lake Golden Eagles | WHL        | 12  | 5   | 7   | 12  | 17  | —  | —  | —  | —  | —  |
| 1969–70    | Seattle Totems          | WHL        | 66  | 32  | 27  | 59  | 89  | 3  | 0  | 2  | 2  | 5  |
| 1970–71    | Vancouver Canucks       | NHL        | 26  | 5   | 5   | 10  | 14  | —  | —  | —  | —  | —  |
| 1971–72    | Vancouver Canucks       | NHL        | 60  | 12  | 13  | 25  | 82  | —  | —  | —  | —  | —  |
| 1971–72    | Rochester Americans     | AHL        | 7   | 7   | 8   | 15  | 8   | —  | —  | —  | —  | —  |
| 1972–73    | Vancouver Canucks       | NHL        | 77  | 38  | 33  | 71  | 137 | —  | —  | —  | —  | —  |
| 1973–74    | Vancouver Canucks       | NHL        | 49  | 26  | 19  | 45  | 58  | —  | —  | —  | —  | —  |
| 1973–74    | Boston Bruins           | NHL        | 27  | 7   | 13  | 20  | 31  | 16 | 3  | 6  | 9  | 44 |
| 1974–75    | Boston Bruins           | NHL        | 56  | 21  | 30  | 51  | 63  | 3  | 1  | 5  | 6  | 6  |
| 1975–76    | Boston Bruins           | NHL        | 75  | 28  | 34  | 62  | 116 | 11 | 2  | 8  | 10 | 13 |
| 1976–77    | Boston Bruins           | NHL        | 57  | 23  | 29  | 52  | 62  | 14 | 11 | 1  | 12 | 10 |
| 1977–78    | Boston Bruins           | NHL        | 54  | 27  | 27  | 54  | 87  | 15 | 7  | 8  | 15 | 11 |
| 1978–79    | Boston Bruins           | NHL        | 65  | 20  | 22  | 42  | 77  | 11 | 2  | 2  | 4  | 6  |
| 1979–80    | Boston Bruins           | NHL        | 20  | 8   | 6   | 14  | 8   | —  | —  | —  | —  | —  |
| 1979–80    | Edmonton Oilers         | NHL        | 29  | 8   | 8   | 16  | 20  | —  | —  | —  | —  | —  |
| 1979–80    | Colorado Rockies        | NHL        | 20  | 9   | 4   | 13  | 53  | —  | —  | —  | —  | —  |
| 1980–81    | Vancouver Canucks       | NHL        | 73  | 27  | 34  | 61  | 137 | 3  | 0  | 0  | 0  | 0  |
| NHL totals | NHL totals              | NHL totals | 764 | 271 | 286 | 557 | 988 | 84 | 28 | 33 | 61 | 92 |